# 가츠라 마사코
가쓰라 마사코(桂マサ子, Masako Katsura, 1913년 3월 7일 ~ 1995년 12월 20일)는 "캣시"(Katsy)라는 별명을 갖고 때로는 "당구계의 영부인"이라고도 불리는 일본의 캐롬 당구 선수로 1950년대에 가장 활동적이었다. 남성이 지배하는 프로 당구 세계에서 경쟁하고 최고 자리에 오른 최초의 여성이었다. 처남에게 처음으로 게임을 배운 후 일본 챔피언 마츠야마 킨레이의 지도를 받은 가츠라는 일본 유일의 여성 프로 선수가 되었다. 일본 대회에서는 전국 3쿠션 당구 선수권 대회에서 세 번이나 준우승을 차지했다. 친선 경기에서 그녀는 직선 레일 게임에서 10,000점을 달린 것으로 유명했다.